# Nordhavnen
 For alternative betydninger, se Nordhavnen (Aarhus).
Nordhavnen eller Københavns Nordhavn er et havneanlæg ved Øresunds kyst, der blev anlagt i slutningen af 1800-tallet ved opfyldning i Svanemøllebugten nord for Københavns Frihavn. I dag danner området, der i alt er over 2 km² stort, rammen om størstedelen af Københavns Havns traditionelle aktivitet. I Nordhavnen findes færgelejer, containerterminal og fisketorv, ligesom der er mange lagre og industrielle virksomheder. Nordhavnen rummer desuden Svanemøllehavnen, der er Danmarks største lystbådehavn.
Størsteparten af arealerne ejes af By & Havn, der har påbegyndt en gradvis udvikling af området hen over de næste 40 år. I første omgang udbygges Århusgadekvarteret med en blanding af boliger og erhverv, som kommer til at rumme 7000 arbejdspladser og boliger til 2000 personer. Senere udbygges arealerne længere ude. Et større landindvindingsprojekt vil udvide bydelen med 100 ha, der blandt andet skal fungere som ny containerterminal og ny terminal til krydstogtskibe.

## Historie
Den gradvise udbygning af Nordhavnen begyndte i slutningen af 1800-tallet. Den tiltagende skibstrafik og industriudbygning øgede efterspørgslen på arealer ved havnen. Nordbassinet blev anlagt fra 1885-1890. Frihavnen blev anlagt fra 1891-1894 for at fastholde København som en attraktiv havn, selv om bygningen af Kielerkanalen gjorde Hamborg til en attraktiv havneby i forhold til Østersøen. Nordbassinet, Redmolen og Sundmolen blev anlagt fra 1915 til 1918.
Tidligere havde Riffelsyndikatet sin fabrik i Nordhavnen, hvor også Nordisk Film engang havde studier.

## Nyere udvikling
I 2005 indgik Københavns Kommune og regeringen en aftale om udvikling af Nordhavn. Herefter blev der udskrevet en international konkurrence i 2008 om fremtidens bæredygtige by - som siden er konkretiseret i en udviklingsstrategi for området. I foråret 2013 begynder det første konkrete boligbyggeri Århusgade-kvarteret.
By & Havn planlægger samlet set at bygge 350.000 kvadratmeter bolig og erhverv i Århusgadekvarteret. Post Danmark har i 2013 givet Nordhavnen sit eget postnummer - 2150 Nordhavn.
Den yderste del af området udvides med et 100 ha stort område, så det bliver muligt at flytte den nuværende containerhavn længere bort fra bebyggelsesområder. CMP overvejer dog at forlægge containerhavnen til Køge Havn i stedet.
Samtidigt anlægges en ny krydstogtskaj, der får plads til tre krydstogtsskibe ad gangen. Kajanlægget forventes færdig i 2013 og de tilhørende terminaler i 2014. Fra 2025 forsynes nogle af skibene med op til 20 MW elektricitet fra land. Grundsalget i Nordhavnsområdet er med til at finansiere udbygningen af Metroen.

## Nordhavnen
Selve Nordhavnen er et blandet industrikvarter, som både huser store lagerbygninger, kontorbygninger og en del områder, der endnu ligger brak.
Den ubetinget største virksomhed i Nordhavnsområdet er CMP - Copenhagen Malmö Port, der blandt andet har en bilterminal, containerterminal og krydstogtsterminal i den østlige side af Nordhavnen. Et af de andre store byggerier i området er UNICEF's lager, der er flyttet fra Marmormolen ud på Oceanvej i Nordhavnen.
Nordhavnen er ved at blive udvidet i Københavns største landvindingsprojekt, der løber frem til 2025. Her bruger man bl.a. overskudsjord fra Metrobyggeriet og Nordhavnsvejen og samlet set vil landvindingen blive bygget med i alt 18 millioner tons jord - heraf en tredjedel ren jord og to tredjedele forurenet jord. Samlet set bliver Nordhavnen udvidet med 1 million m² (100 ha), hvor lavenergibygninger og andre grønne løsninger bygges og afprøves. Flere varmepumper på bl.a 5 og 4 MW får varme fra spildevand, havvand og enzymproduktion for at levere fjernvarme. En 20 MW varmepumpe installeres, og kan køle op til 10 MW. En 250 kW ammoniak-varmepumpe stabiliserer også elnettet.
Nordhavnsvej bygges bl.a som tunnel under Svanemøllen Station som led mellem Helsingørmotorvejen og Østerbro. Den forlænges til Nordhavn som Nordhavnstunnelen, men såfremt en Havnetunnel bygges hele vejen fra Nordhavn til Amager, kan trafikken blive større end Nordhavnstunnelens kapacitet.
Efterhånden som området står klar, vil det blive hjemsted for en krydstogtkaj og en containerterminal. Krydstogskajen er på på 1100 meter, og vil kunne modtage tre store krydstogtsskibe ad gangen.
Den nordvestlige spids af Nordhavnen har siden 1995 huset Fiskerihavnen, som tidligere holdt til ved Skudehavnen. De små skure til fiskegrej giver området en næsten kolonihave-agtig karakter. Selve Fiskerihavnen benyttes i dag af en blanding af lystfiskere, erhvervsfiskere og fritidssejlere. Af og til er det muligt at købe friskfanget fisk ved kajkanten.
Længere inde mod byen er området delt mellem det indhegnede Københavns Frihavn, der huser mange transport- og logistikvirksomheder på den ene side og en række nyere kontorbyggerier ude mod Kalkbrænderihavnen.
Inderst - på kanten mellem havnen og Østerbro findes områdets S-togs-station, Nordhavn Station. Lørdag d. 28. marts 2020 åbnede to nye metrostationer i Nordhavn. Metrostationerne ligger på den nye linje; M4, som går fra København H til Orientkaj. I 2024 bliver M4 forlænget til Sydhavnen med fem nye stationer.

## Kalkbrænderihavnen
I den sydvestlige ende af Nordhavnen ligger Kalkbrænderihavnen. Den nordlige side af Kalkbrænderihavnen er domineret af kraftvarmeværket Svanemølleværket, der forsyner København med fjernvarme.
På den sydlige side - langs Sundkrogsgade ligger blandt andet Paustians Hus, der med sin hvide facade og søjler står i stor kontrast til kraftværket. Paustians Hus, der blev fredet i 2012, er tegnet af den verdensberømte arkitekt Jørn Utzon i 1987 og siden udvidet af hans søn Kim Utzon i 2010.
I den inderste del af Kalkbrænderihavnen ligger Sundkrogen lystbådehavn, der er hjemsted for Sejlklubben København og Kvindelig Sejlklub.

## Sundmolen og Kronløbsøen
Mellem Sundmolen og Århusgadekvarteret er det planen at anlægge Kronløbsøen, der for enden skal have plads til en række husbåde. Derudover får øen et parkeringsanlæg under gadeplan.

## Århusgadekvarteret
Århusgadekvarteret er det første kvarter, der bliver udviklet fra 2012 og ca. 10 år frem. Her regner man med, at der skal være 7.000 arbejdspladser og ca. 3.000 beboere i et blandet kvarter.
Som en del af den overordnede planlægning, er Redmolen blevet adskilt fra resten af Århusgadekvarteret med en kanal, så det er blevet en ø for sig selv. Samtidigt er det planen, at det skal blive nemt for beboere og folk, der arbejder i området, at få adgang til havnens vand.
Konkurrenceoplægget for området fastlagde nogle overordnede temaer for området: En miljøvenlig by, en by ved vandet, en by for alle, en dynamisk by, en by med grøn trafik og en levende by.
På miljøområdet indeholder den vedtagne lokalplan derfor krav om lavenergibebyggelse, nærgenbrugsstationer, højklassecykelsti og metroforbindelse. Det er også specificeret, at der skal være adgang til vandet i form af trapper, flydebroer, etc.

## Marmormolen
Marmormolen gennemgår i disse år en komplet omlægning. Det tidligere UNICEF-lager er blevet flyttet til den ydre del af Nordhavnen. I stedet bebygges området med en blanding af kontorer, boliger og hotel, der omgives at små kanaler. Foreløbigt er der solgt grunde til 128 boliger, der skal anlægges af PenSam, Nordkranen og By & Havn og som forventes at stå færdige i 2015.
Det mest markante byggeri på Marmormolen er den otte-takkede FN-bygning, der af sikkerhedshensyn er omgivet af kanaler. Bygningen huser 11 FN-organisationer: IOM, UNDP, UNEP, UNFPA, UNHCR, UNICEF, UNIDO, UNOPS, UN Women, WFP og WHO.